# Lal Gopalganj Nindaura
Lal Gopalganj Nindaura é uma cidade e uma nagar panchayat no distrito de Allahabad, no estado indiano de Uttar Pradesh.

## Demografia
Segundo o censo de 2001, Lal Gopalganj Nindaura tinha uma população de 22,739 habitantes. Os indivíduos do sexo masculino constituem 53% da população e os do sexo feminino 47%. Lal Gopalganj Nindaura tem uma taxa de literacia de 50%, inferior à média nacional de 59.5%: a literacia no sexo masculino é de 59% e no sexo feminino é de 41%. Em Lal Gopalganj Nindaura, 18% da população está abaixo dos 6 anos de idade.